# Manovec

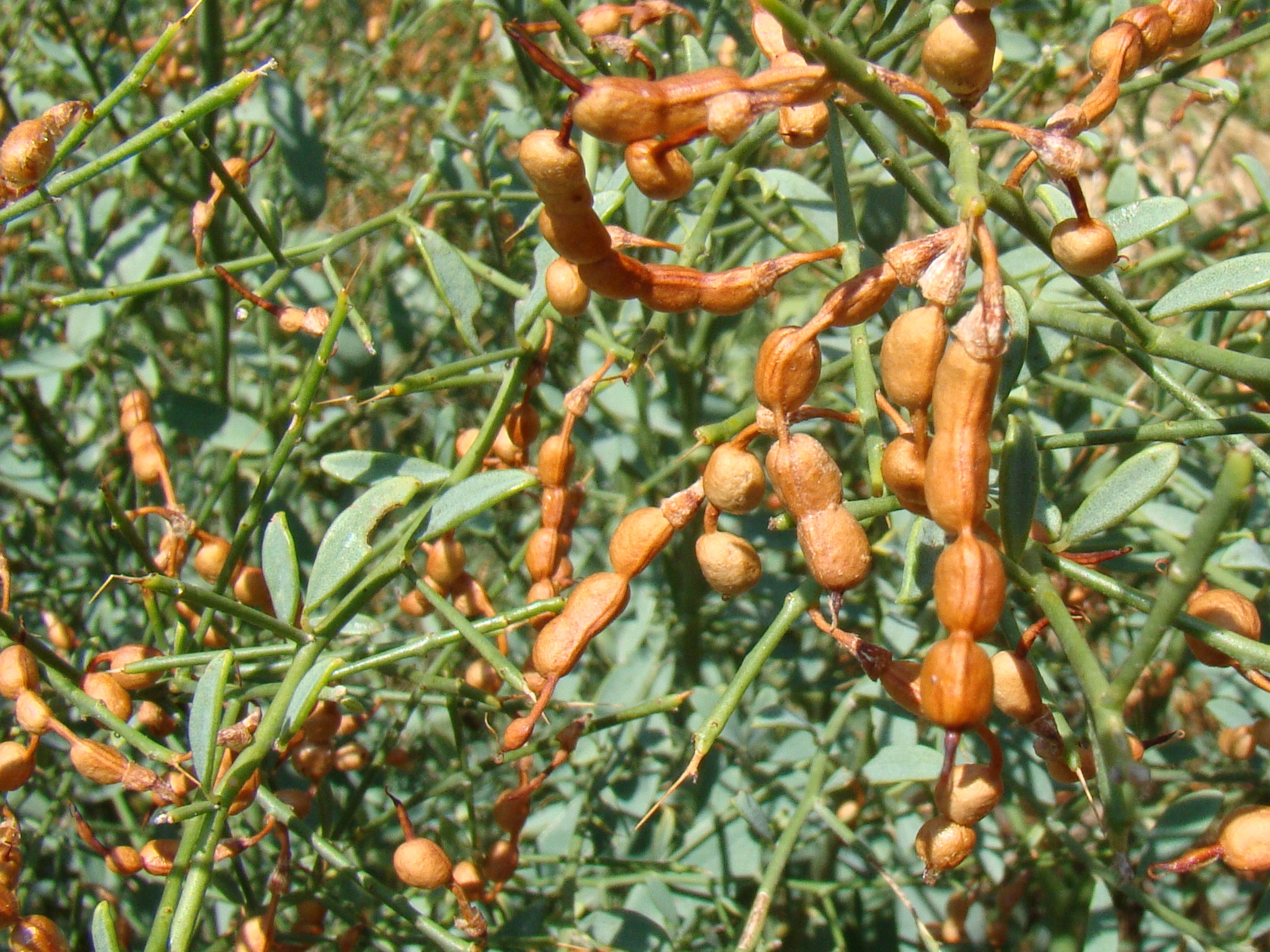
Plody manovce mouřenínského (Alhagi maurorum)

Manovec (Alhagi), někdy též psáno mannovec, je rod rostlin z čeledi bobovité. Jsou to suchomilné keře s tuhými zelenými trnitými větvemi a drobnými listy. Jsou rozšířené v počtu 6 druhů od severní Afriky a Řecka po Indii a Čínu. Nejvíce druhů roste ve Střední Asii. Rostou zejména v pustých vyprahlých oblastech, slouží jako potrava velbloudům a chrání půdu před erozí. Manovec mouřenínský roní sladkou pryskyřici, která byla považována za biblickou manu.

## Popis
Manovce jsou nízké keře (dorůstající výšky max. 1 metr) s tuhými zelenými větvemi, pokrytými tvrdými, ostrými, asi 12 až 25 mm dlouhými trny. Listy jsou drobné, jednoduché, podlouhle obvejčité, celokrajné, s drobnými palisty. Květy jsou drobné, žluté, růžové, červené nebo fialové, krátce stopkaté, jednotlivé nebo po několika v řídkých úžlabních hroznech. Kalich je zvonkovitý, zakončený 5 krátkými zuby. Pavéza je obvejčitá, krátce nehetnatá, asi stejně dlouhá jako podlouhle srpovitá křídla a tupý zahnutý člunek. Tyčinek je 10 a jsou dvoubratré (9+1). Semeník je téměř přisedlý, s mnoha vajíčky a nitkovitou zahnutou čnělkou zakončenou drobnou bliznou. Plody jsou dlouhé a úzké, stopkaté, nepukavé, často mezi semeny zaškrcované. Obsahují 1 až 5 semen.

## Rozšíření
Rod manovec zahrnuje 6 druhů. Je rozšířen od východního Středomoří po Mongolsko, Indii a Čínu. Nejvíc druhů se vyskytuje ve Střední Asii. Rostliny jsou odolné vůči suchu a rostou na alkalických půdách v pustých oblastech. V Evropě je tento rod zastoupen 2 druhy: manovec mouřenínský (Alhagi maurorum) zasahuje do evropské části Ruska, manovec Alhagi graecorum do Řecka.

## Zástupci
- manovec mouřenínský (Alhagi maurorum)

## Význam
Manovce zabraňují větrné erozi půdy a některé druhy slouží jako potrava velbloudům v pouštních oblastech. Větve manovce mouřenínského roní v horkých letních měsících sladkou gumovitou pryskyřici, která na vzduchu tuhne. Arabští nomádi kousky pryskyřice sbírají a považují je za pochoutku. Pryskyřice má také využití v medicíně jako laxativum, expektorans a na bolesti hlavy. Kdysi byla považována za biblickou manu, odtud český název rodu.
Manovec mouřenínský byl zavlečen do Severní Ameriky, kde se v některých oblastech (např. v Coloradské poušti nebo v údolí San Joaquin v Kalifornii) stal invazní rostlinou.

## Přehled druhů a jejich rozšíření
- Alhagi canescens - Střední Asie (Afghánistán až Uzbekistán a Kyrgyzstán)
- Alhagi graecorum - severní Afrika až Írán a Saúdská Arábie, Řecko
- Alhagi kirghisorum - Asie (Afghánistán až Kazachstán a Mongolsko)
- Alhagi maurorum - jz. Asie až Indie a Čína, Rusko
- Alhagi nepalensis - severní Indie a Nepál
- Alhagi sparsifolia - Střední Asie až Mongolsko a Čína